# Sambo nos Jogos Europeus de 2015
As competições de sambo nos Jogos Europeus de 2015 foram disputadas na Arena Heydar Aliyev, em Baku no dia 22 de junho. Foram disputadas 8 modalidades. 

## Calendário
| Junho | 12 | 13 | 14 | 15 | 16 | 17 | 18 | 19 | 20 | 21 | 22 | 23 | 24 | 25 | 26 | 27 | 28 |
| ----- | -- | -- | -- | -- | -- | -- | -- | -- | -- | -- | -- | -- | -- | -- | -- | -- | -- |
| Sambo |    |    |    |    |    |    |    |    |    |    | 8  |    |    |    |    |    |    |

|  | Dia de competição |  | Dia de final |

## Qualificação
As vagas para o evento de sambo foi determinado com base em eventos de qualificação, atribuído por COC, sendo organizado pela Federação Europeia de Sambo. 

## Medalhistas
Masculino
| Evento            | Ouro                            | Prata                              | Bronze                             |
| ----------------- | ------------------------------- | ---------------------------------- | ---------------------------------- |
| 57 kg detalhes    | Aymergen Atkunov RUS Rússia     | Islam Gasumov AZE Azerbaijão       | Uladzislau Burdz BLR Bielorrússia  |
| 57 kg detalhes    | Aymergen Atkunov RUS Rússia     | Islam Gasumov AZE Azerbaijão       | Vakhtangi Chidrashvili GEO Geórgia |
| 74 kg detalhes    | Stsiapan Papou BLR Bielorrússia | Amil Gasimov AZE Azerbaijão        | Kakha Mamulashvili GEO Geórgia     |
| 74 kg detalhes    | Stsiapan Papou BLR Bielorrússia | Amil Gasimov AZE Azerbaijão        | Azamat Sidakov RUS Rússia          |
| 90 kg detalhes    | Alsim Chernoskulov RUS Rússia   | Andrei Kazusionak BLR Bielorrússia | Davit Karbelashvili GEO Geórgia    |
| 90 kg detalhes    | Alsim Chernoskulov RUS Rússia   | Andrei Kazusionak BLR Bielorrússia | Radvilas Matukas LTU Lituânia      |
| + 100 kg detalhes | Artem Osipenko RUS Rússia       | Vasif Safarbayov AZE Azerbaijão    | Yury Rybak BLR Bielorrússia        |
| + 100 kg detalhes | Artem Osipenko RUS Rússia       | Vasif Safarbayov AZE Azerbaijão    | Razmik Tonoyan UKR Ucrânia         |

Feminino
| Evento         | Ouro                             | Prata                            | Bronze                                 |
| -------------- | -------------------------------- | -------------------------------- | -------------------------------------- |
| 52 kg detalhes | Anna Kharitonova RUS Rússia      | Nazakat Khalilova AZE Azerbaijão | Magdalena Varbanova BUL Bulgária       |
| 52 kg detalhes | Anna Kharitonova RUS Rússia      | Nazakat Khalilova AZE Azerbaijão | Rūta Aksionova LTU Lituânia            |
| 60 kg detalhes | Yana Kostenko RUS Rússia         | Kalina Stefanova BUL Bulgária    | Katsiaryna Prakapenka BLR Bielorrússia |
| 60 kg detalhes | Yana Kostenko RUS Rússia         | Kalina Stefanova BUL Bulgária    | Daniela Hondiu ROU Romênia             |
| 64 kg detalhes | Tatsiana Matsko BLR Bielorrússia | Olena Sayko UKR Ucrânia          | Anna Shcherbakova RUS Rússia           |
| 64 kg detalhes | Tatsiana Matsko BLR Bielorrússia | Olena Sayko UKR Ucrânia          | Sarah Loko FRA França                  |
| 68 kg detalhes | Ivana Jandrić SRB Sérvia         | Volha Namazava BLR Bielorrússia  | Celine Conde FRA França                |
| 68 kg detalhes | Ivana Jandrić SRB Sérvia         | Volha Namazava BLR Bielorrússia  | Olga Zakhartsova RUS Rússia            |

## Quadro de medalhas
O quadro de medalhas foi publicado. 
| Ordem | País             | Medalha de ouro | Medalha de prata | Medalha de bronze |    |
| ----- | ---------------- | --------------- | ---------------- | ----------------- | -- |
| 1     | RUS Rússia       | 5               |                  | 3                 | 8  |
| 2     | BLR Bielorrússia | 2               | 2                | 3                 | 7  |
| 3     | SRB Sérvia       | 1               |                  |                   | 1  |
| 4     | AZE Azerbaijão   |                 | 4                |                   | 4  |
| 5     | BUL Bulgária     |                 | 1                | 1                 | 2  |
|       | UKR Ucrânia      |                 | 1                | 1                 | 2  |
| 7     | GEO Geórgia      |                 |                  | 3                 | 3  |
| 8     | FRA França       |                 |                  | 2                 | 2  |
|       | LTU Lituânia     |                 |                  | 2                 | 2  |
| 10    | ROU Romênia      |                 |                  | 1                 | 1  |
| TOTAL | TOTAL            | 8               | 8                | 16                | 32 |